# Ribemont
Ribemont es una comuna francesa situada en el departamento de Aisne, de la región de Alta Francia. Es la cabecera (bureau centralisateur en francés) y mayor población del cantón de su nombre.

## Geografía
Está ubicada a orillas del río Oise, a 13 km al este de San Quintín.

## Demografía
| 2 187 | 2 152 | 2 014 | 2 105 | 2 227 | 2 096 | 1 984 | 1 969 |
| Para los censos de 1962 a 1999 la población legal corresponde a la población sin duplicidades (Fuente: INSEE [Consultar]) |       |       |       |       |       |       |       |